# Niels Juel
Niels Juel (Oslo, 8 de mayo de 1629-Copenhague, 8 de abril de 1697). Almirante danés. Participó a las órdenes de Maarten Harpertszoon Tromp y Michiel de Ruyter en la Primera Guerra anglo-holandesa. Tras volver a Dinamarca participó en la guerra sueco-danesa (1657-1658), guerra sueco-danesa (1658-1660) y la guerra escanesa. Padre de la marina danesa impulsó las reformas que provocaron un periodo de hegemonía en el mar Báltico que solo pudo terminar en las guerras napoleónicas. 

## Orígenes y formación militar
La guerra de los Treinta Años alcanzó Dinamarca en 1626. El rey danés Cristián IV de Dinamarca tuvo que involucrarse en el conflicto para mantener su posición en el norte de Alemania. 
La amenaza de una invasión de la península de Jutlandia produjo que un noble danés, Erik Juel, quien tenía su residencia en Thy enviase a su esposa, Sophie Sehested y a un hijo a Noruega en 1627 para protegerlos de la invasión. Tras reunirse posteriormente con ella en el norte fue testigo de la llegada al mundo en Oslo de su hijo Niels Juel el 8 de mayo de 1629. 

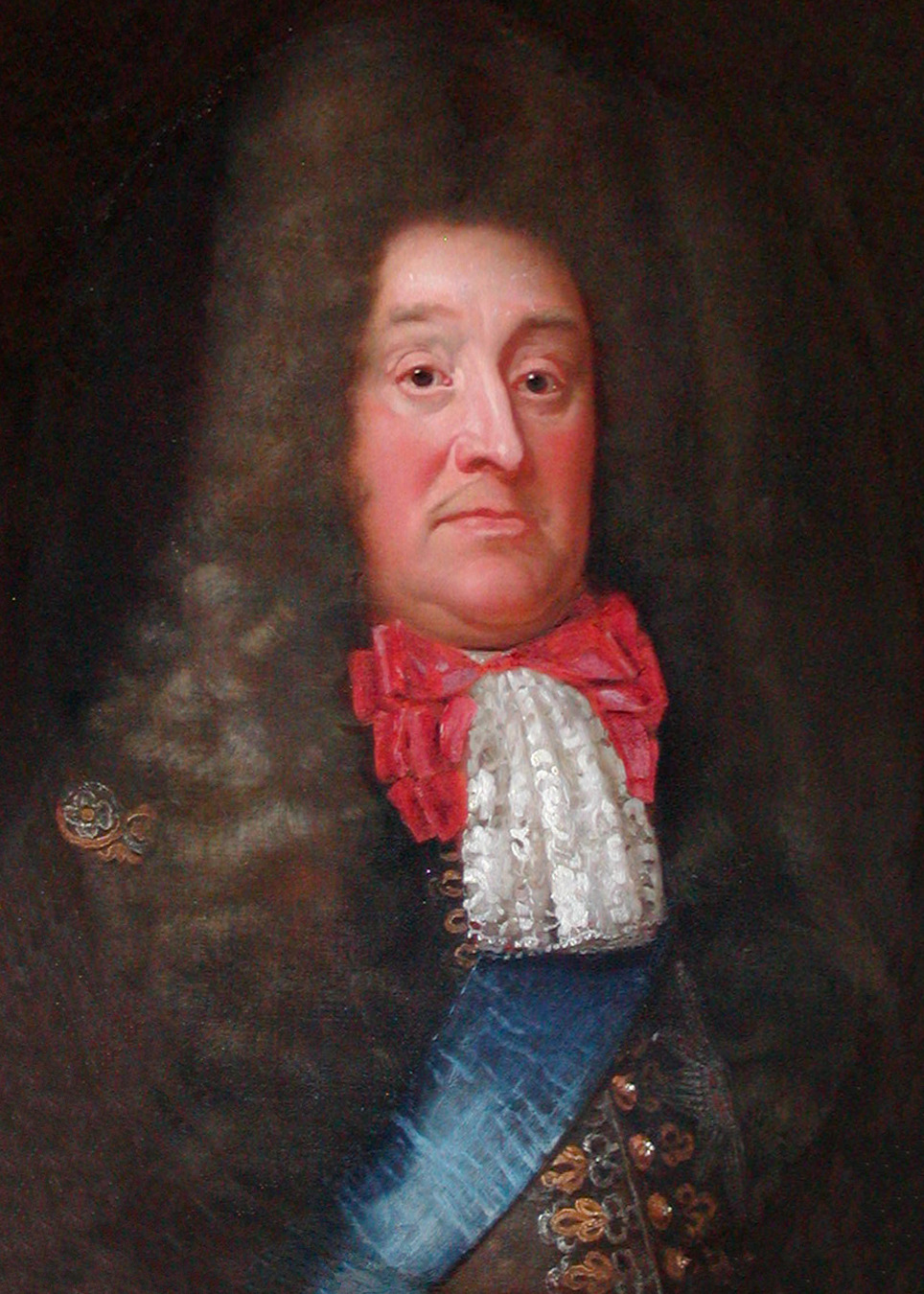
Jens Juel

Poco después la guerra terminó y la familia pudo volver a Dinamarca donde nació otro hijo de la familia, Jens Juel, en 1631 quien en su madured fue un diplomático y estadista de gran influencia en la corte danesa.
Hasta la edad de los trece años Niels Juel fue educado por sus padres y por su tía Karen Sehested en Stenalt, cerca de Randers. Durante estos años el joven Niels se acostumbró a la compañía de los libros y los manuscritos. 
En abril de 1643 Niels Juel entró a formar parte del séquito del duque Federico (posterior Federico III de Dinamarca) quien era administrador de la diócesis Bremen-Verden. Poco después de que el joven llegara al obispado fue invadido por fuerzas suecas desde el sur por lo que tuvo que huir.

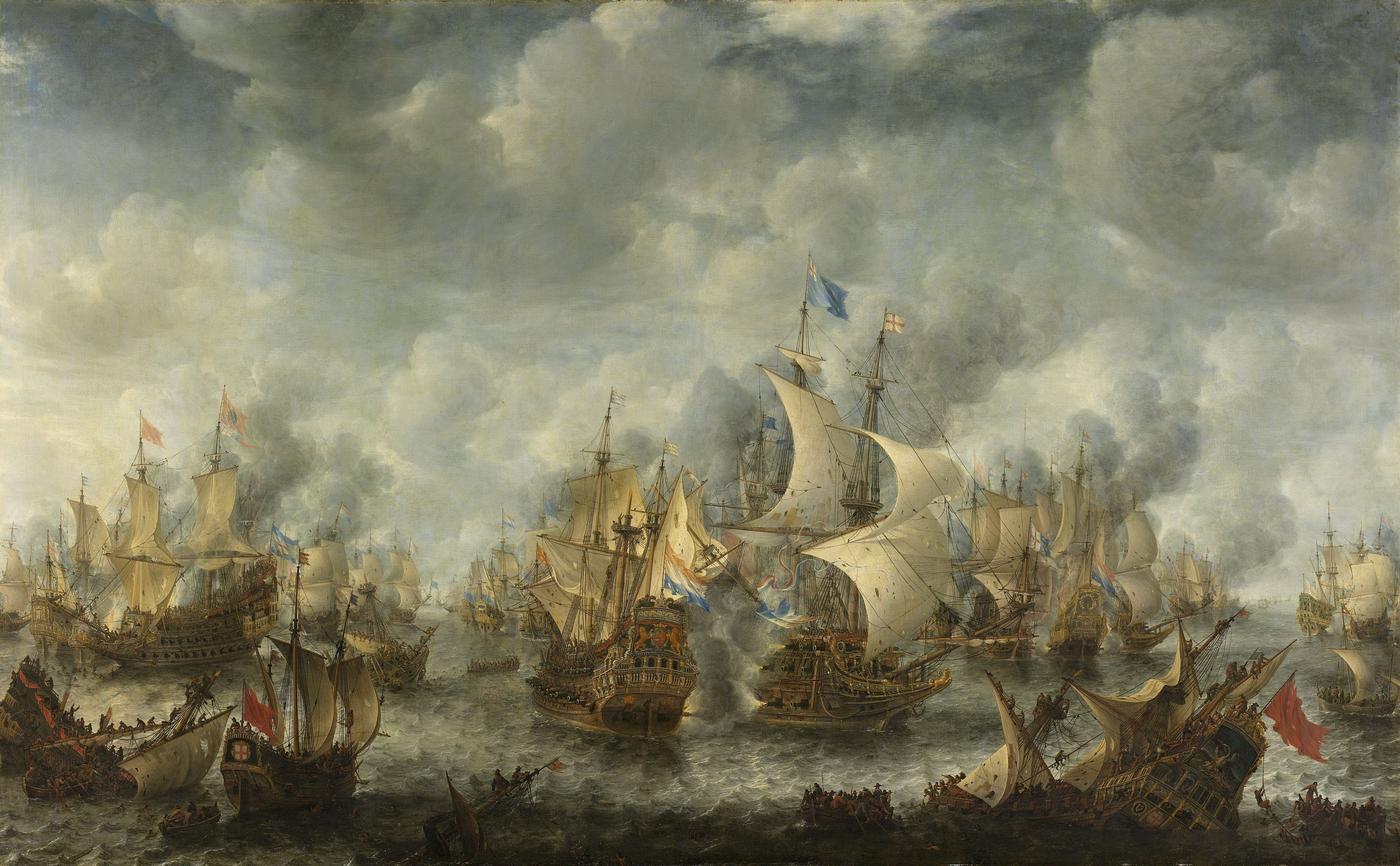
Batalla de la primera guerra anglo-neerlandesa. Obra de Wolfgang Heimbach

En los años 1647-48 Niels Juel abandonó el servicio del duque para formarse en la Academia de Caballería de Jóvenes Nobles en Sorø (Selandia). Tras terminar con su formación inicia un viaje por Alemania, Francia y las Provincias Unidas.
En las Provincias Unidas pudo interesarse por las cuestiones navales y la armada holandesa. Durante su estancia en este país dio comienzo la Primera Guerra Anglo-Holandesa y Niels Juel se enrola en la armada holandesa como aprendiz de oficial y participó en la guerra contra Inglaterra bajo el mando de Maarten Harpertszoon Tromp y Michiel de Ruyter participando en varias batallas.
Tras la guerra, como capitán de un barco, acompaña a Michiel de Ruyter en un viaje al mar Mediterráneo.

## Las guerras sueco-danesas (1656-1660)
Cuando Niels Juel vuelve a Dinamarca en 1656 y Federico III le concede un puesto como oficial de la marina. Un año después comenzó la Guerra Sueco-Polaca de 1656-1660 y el bloqueo de la ciudad de Gdansk por parte de los suecos produjo el perjuicio del comercio holandés en el mar Báltico por lo que las Provincia Unidas deciden enviar una flota que es apoyada por la flota danesa. Niels Juel participa de esta expedición como capitán del barco “Sorte Rytter”.  Suecia y las Provincias Unidas llegaron a un acuerdo de paz antes de la confrontación y la flota regresó a sus bases.
Al año siguiente las relaciones entre Dinamarca y Suecia se volvieron muy tensas y en mayo Federico III encargo a Niels Juel que bloqueara el acceso de los barcos suecos al estrecho del Sund. La guerra sueco-danesa (1657-1658) comenzó en junio y Niels Juel fue nombrado almirante y comandante en jefe de Holmen, la más importante base naval de la armada danesa en Copenhague. 

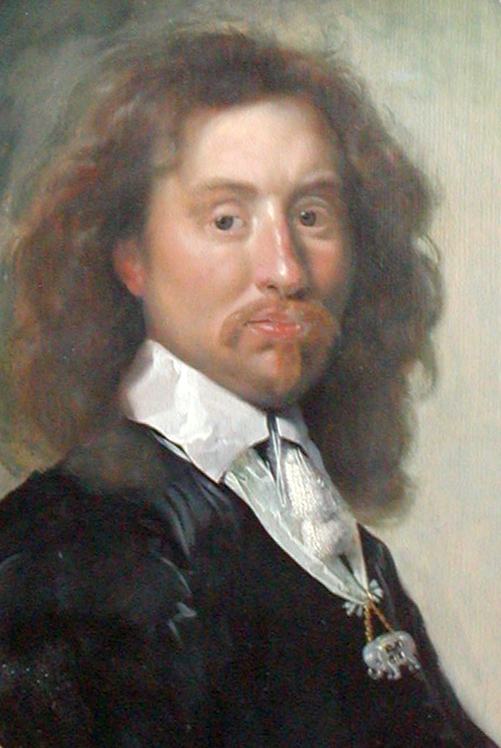
Henrik Bjelke. Obra de Karel van Mander

En septiembre de 1657 la armada sueca intenta la invasión de Selandia pero fue interceptado por la flota danesa en Falsterbo el 12-14 de septiembre. La flota danesa fue dirigida por el almirante Henrik Bjelke con Niels Juel como uno de sus vicealmirantes. Aunque en la batalla de Falsterbo ninguno de los bandos pudo atribuirse la victoria la armada sueca fue obligada a abandonar la invasión.
El invierno 1657-58 fue duro en Escandinavia y los estrechos que separan Dinamarca de Suecia se congelaron. Este hecho imposibilitó la movilización de la flota danesa al tiempo que permitía el paso de las tropas de Carlos X Gustavo de Suecia por los estrechos y su aparición sorprendente en las cercanías de Copenhague.
Federico III se vio obligado a firmar el Tratado de Roskilde por el que se ponía fin a la guerra por el que Dinamarca perdía los territorios del sur de la península de Escandinava y la isla de Bornholm, Bohuslän y Trøndelag.

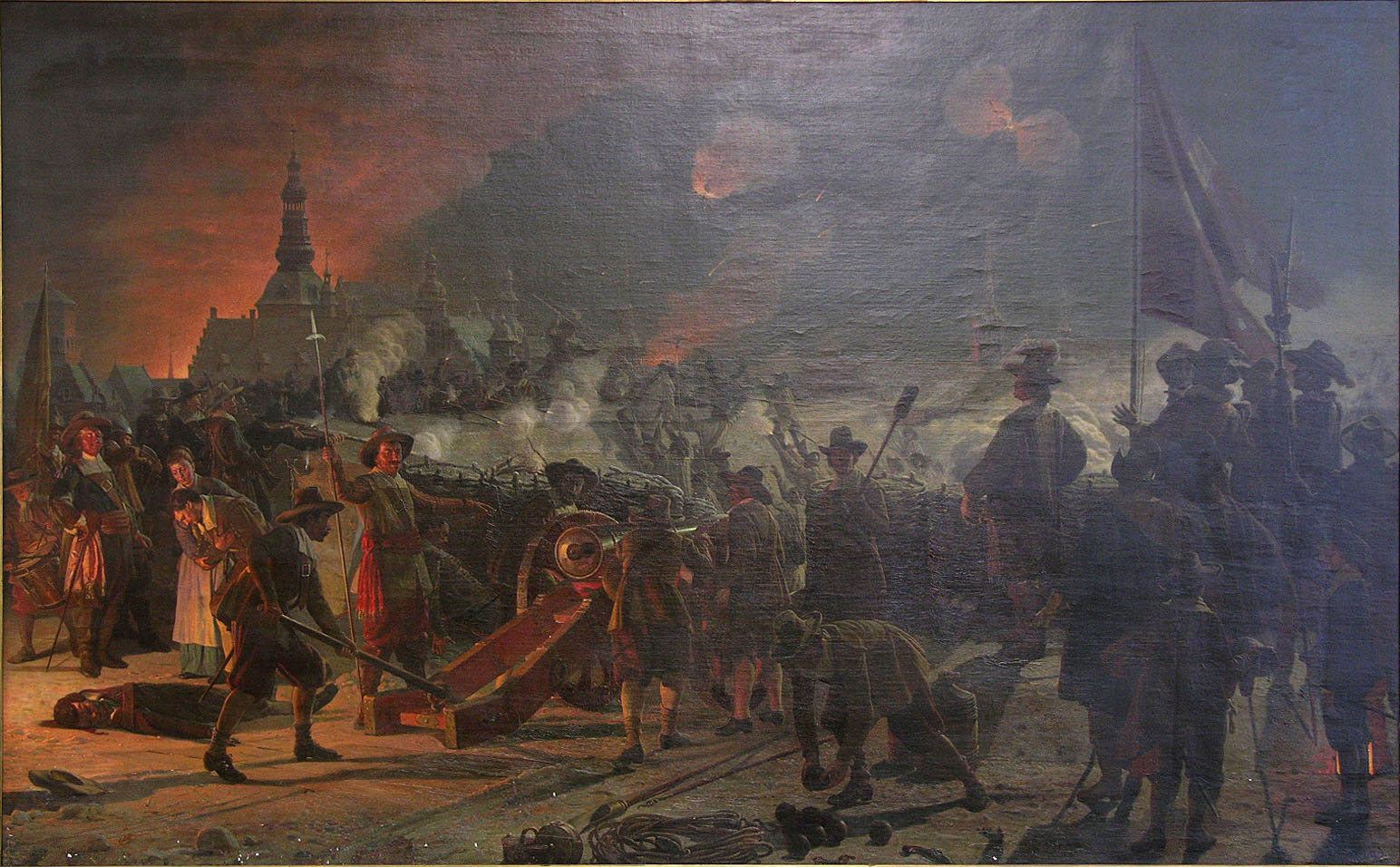
Asedio de Copenhague. Obra de Frederik Christian Lund

Pocos meses después Suecia dio comienzo a la guerra sueco-danesa (1658-1660) y sus tropas asedian Copenhague. Niels Juel se convierte en comandante en jefe de los veleros que bordean los hielos y de los trabajadores de la base naval de Holmen, quienes luchan junto a los habitantes de la ciudad contra los suecos. En octubre la ciudad es abastecida por una flota holandesa tras la batalla de Oresund. La guerra terminó con la muerte del rey sueco Carlos X Gustavo en 1660.
En 1661 Niels Juel contrajo matrimonio con Margrethe Ulfedt que contaba solo con 20 años de edad.
Entre esta fecha y 1670 ayuda a Cort Adeler a reconstruir la armada danesa que aumenta sus efectivos por el interés de Cristián V de Dinamarca. Gracias a su buen trabajo recibirá de manos del rey la Orden de Dannebrog en 1674.

## Guerra escanesa (1675-1679)
La guerra franco-neerlandesa enfrentó a Francia y Suecia con una coalición de estados europeos que incluían las Provincias Unidas, el Imperio Español, el Sacro Imperio Romano Germánico y el Margraviato de Brandemburgo. Cristian V quiso aprovechar que la mayoría de las tropas suecas se encontraban en Brandemburgo para comenzar las hostilidades contra Suecia con la intención de recuperar los territorios que le habían pertenecido del sur de Escandinavia.
La guerra escanesa comenzó en verano de 1675 con la salida de la flota danesa-neerlandesa (las Provincias Unidas habían enviado ocho barcos) de Copenhague en agosto bajo el mando de Cort Adeler pero la climatología es adversa y la flota debe fondear en Gotland. Cuando el tiempo mejora la flota se pone en marcha y patrulla infructuosamente el Báltico buscando la flota sueca por lo que termina fondeando en Kjöge (Selandia). En octubre Cort Adeler enferma y es enviado a tierra el 2 de noviembre donde muere días después.

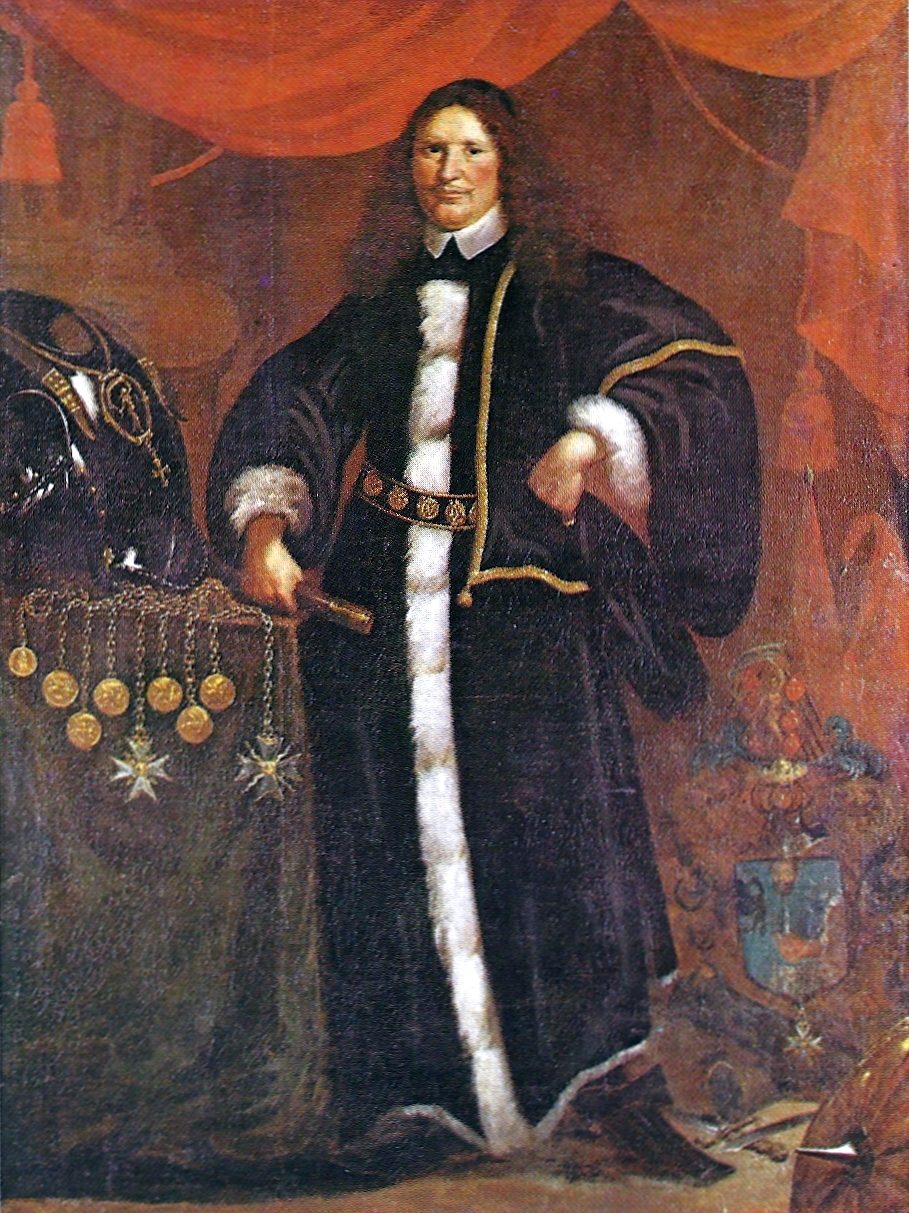
Cort Adeler.

El mando de la flota se le entrega a Niels Juel pero solo por un corto periodo de tiempo ya que Cristian V piensa que no tiene suficiente experiencia y ofrece el mando de la armada danesa a Cornelis Tromp quien llega a Copenhague en mayo de 1676.
Durante el tiempo que Niels Juel está al mando se dirige contra la isla de Rügen y después contra Gotland donde desembarca y se ataca Visby, rindiéndose la ciudad el 1 de mayo. Con toda la isla bajo control danés Niels Juel reorganiza la administración de la isla demostrando sus habilidades.
Después navega hacía Bornholm donde se reunió con una flota holandesa comandada por Philipp van Almonde. El 25 de mayo se encontró con una flota sueca de mayor tamaño y Niels Juel instó a sus aliados a retirarse, lo que se pudo hacer tras mantener un breve encuentro. Después de la batalla de Bornholm, Philipp van Almonde acusó a Niels Juel de cobardía pero fue absuelto por una corte marcial.

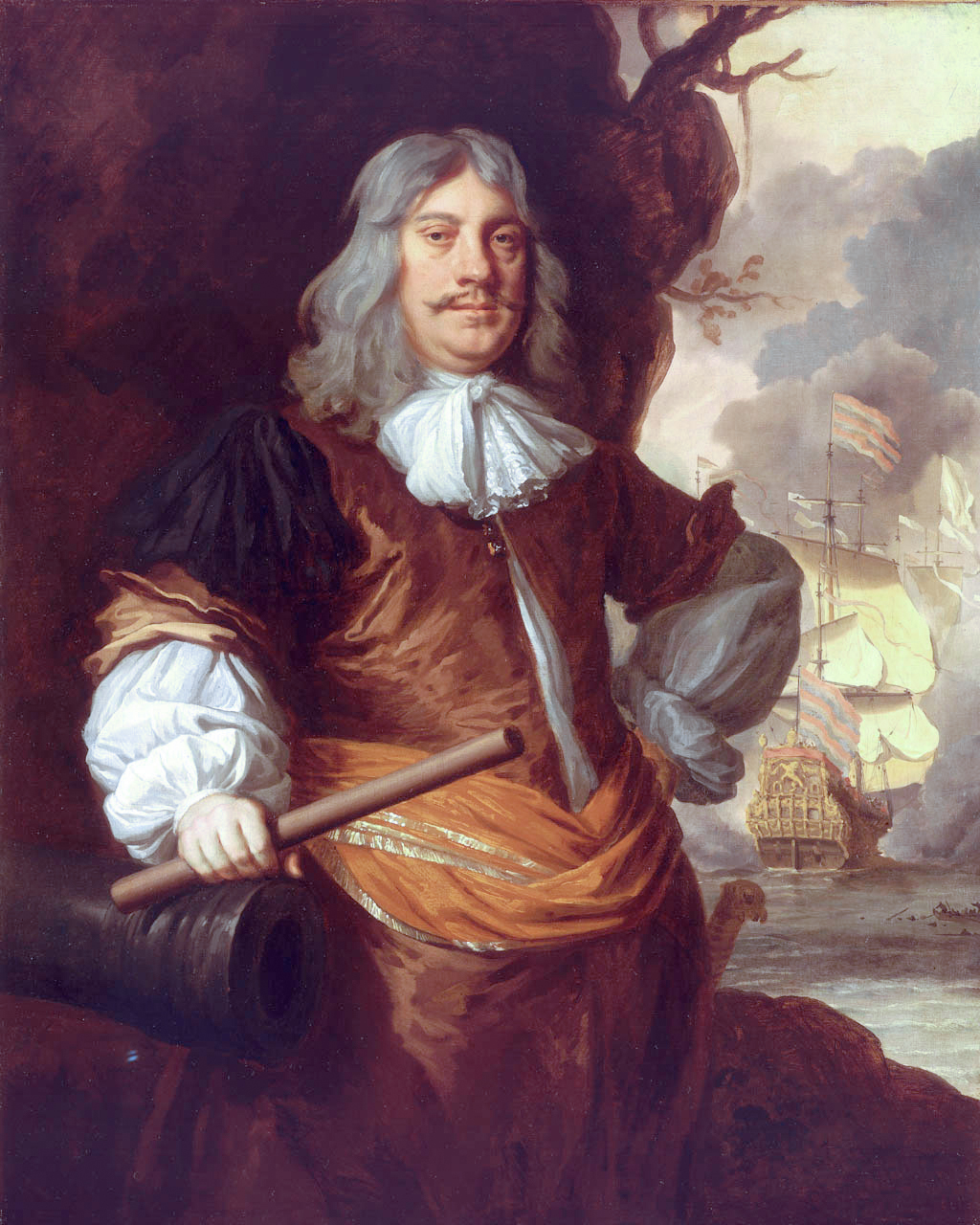
Cornelis Tromp. Obra de Peter Lely

El 27 de mayo se hace cargo de la armada Cornelis Tromp. Niels Juel fue puesto a la vanguardia de la armada y la flota se dirigió contra la armada sueca que se encontraba en la isla de Oland. La flota danesa-holandesa (de 25 barcos de línea y 10 fragatas) era inferior a la armada sueca (27 navíos de línea y 11 fragatas).
Niels Juel tuvo un papel destacado en la batalla de Oland en la que rindió el navío “Svardet”, gobernado por el segundo al mando de la flota sueca. Los suecos perdieron 4 navíos de línea, 3 fragatas y sufrieron 4.000 bajas mientras que las bajas en la flota danesa-holandesa fueron insignificantes. Esta victoria permitió el desembarco de tropas danesas en Suecia.
Poco después Cornelis Tromp enfermó y Niels Juel fue puesto al mando de 300 marineros quienes desembarcaron para participar en la batalla de Lund que terminó con la derrota danesa.

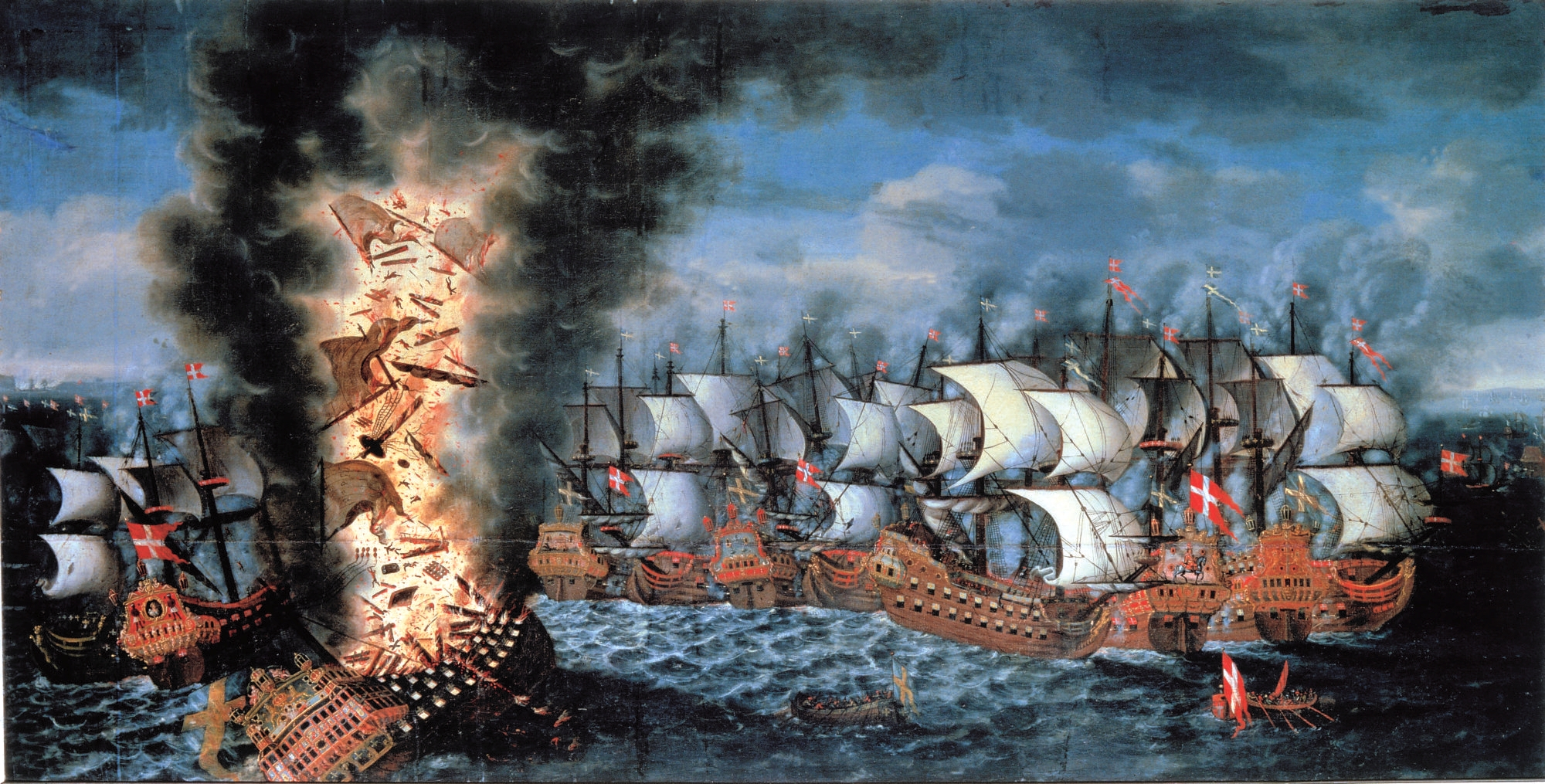
Batalla de Oland. Obra de Claus Møinichen

En febrero de 1677 Tromp es enviado a las Provincias Unidas para reunir una flota holandesa que sirviese de apoyo a la armada danesa y Niels Juel es otra vez temporalmente puesto a la cabeza de la flota.
Las tropas danesas se encontraban en una apurada situación en Suecia y solo la armada podía mantener las líneas de comunicación abiertas. Niels Juel partió de Copenhague en mayo con el objetivo de trasportar soldados daneses a Suecia y al mismo tiempo de evitar la unión de las flotas suecas.
La flota sueca se encontraba dividida estando anclada una parte en Skagerrak y otra en el mar Báltico. Su objetivo era converger en el estrecho del Sund para destruir la armada danesa. Cuando la flota sueca de Skagerrak se encontraba en el Gran Belt se encontró con que la flota danesa estaba esperando en la isla de Falster.
En la batalla de Moen, Niels Juel, consiguió una importante victoria capturando cinco navíos de línea y mil quinientos soldados (incluyendo al almirante sueco Sjöblad).
Tras la batalla, Niels Juel, desplazó su flota hacía un punto entre la península de Stevns y Falsterbo donde espero preparando su encuentro con la flota báltica de los suecos. En junio fue alarmado de que la flota sueca había sido avistada en Bornholm y Niels Juel decide dar batalla a pesar de no contar con el apoyo de la flota holandesa que se encontraba en camino ya que de retirarse dejaría en una situación delicada a los soldados daneses que se encontraban en tierras suecas. La armada sueca, comandada por Henrik Horn contaba con 48 navíos de línea, varias fragatas y seis brulotes. Por su parte Niels Juel contaba con 38 navíos de línea y tres brulotes.

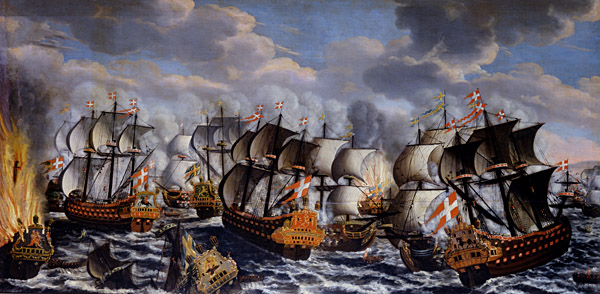
Batalla de la bahía de Kjöge. Obra de Claus Møinichen

Las dos flotas se encontraron el 2 de julio de 1677 y se enfrentaron en la batalla de la bahía de Kjöge. En esta batalla Niels Juel consigue romper la línea sueca y logra una victoria total. Los suecos pierden diez barcos (siete capturados), tres brulotes y nueve pequeñas embarcaciones mientras que la armada danesa no perdió un solo barco y solo cuatro fueron seriamente dañados. Los suecos sufrieron 1.500 bajas y 3.000 soldados fueron capturados mientras que los daneses perdieron 350 hombres entre muertos y heridos. Las consecuencias de la victoria fueron la aseguración de las líneas de comunicación danesas gracias al control del mar e indirectamente la pérdida de influencia de las Provincias Unidas en la armada danesa.
El día siguiente a la batalla, Cristian V, recibió un informe de Jens Juel sobre el desarrollo de la batalla y Niels Juel fue promovido a Teniente Almirante General y nombrado caballero de la Orden del Elefante, la más alta distinción danesa.
A pesar de la victoria Cornelis Tromp volvió a ponerse al frente de la armada danesa tras regresar de las Provincias Unidas. El resto de la campaña la flota danesa-holandesa tuvo el control de mar pero no se realizaron operaciones de importancia. El siguiente año Cornelis Tromp renunció a su cargo como comandante en jefe de la armada aliada y Niels Juel fue puesto al mando de la armada.
Durante el resto de la guerra Niels Juel utilizó la superioridad de la armada danesa para realizar ataques contra la costa sueca y asegurar los suministros de las tropas danesas. El 26 de septiembre de 1679 se firmó el Tratado de paz de Lund que ponía fin a la guerra escanesa y restablecía el status quo anterior a la guerra.
Niels Juel, quien desde 1678 formaba parte del consejo real fue promovido en 1683 a presidente del Almirantazgo desde donde promovió la creación de la base naval de Nyholm y una serie de medidas por las que Dinamarca se convirtió en la primera potencia naval en el mar Báltico hasta la Primera Batalla de Copenhague en 1801.

### Mansión Niels Juel

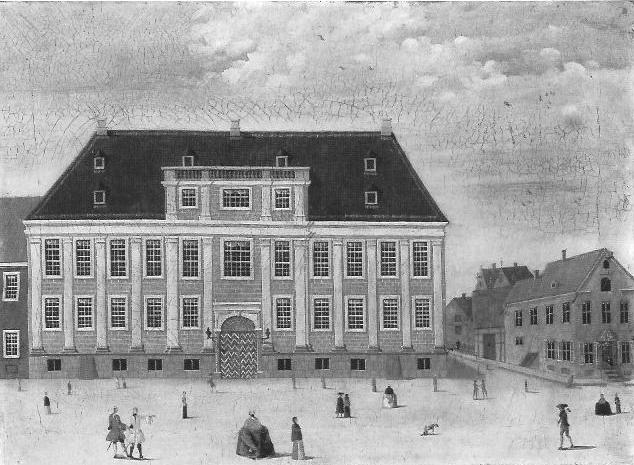
Vista de la mansión Danneskjolds en 1749 (anterior mansión Niels Juel y hoy palacio Thott)

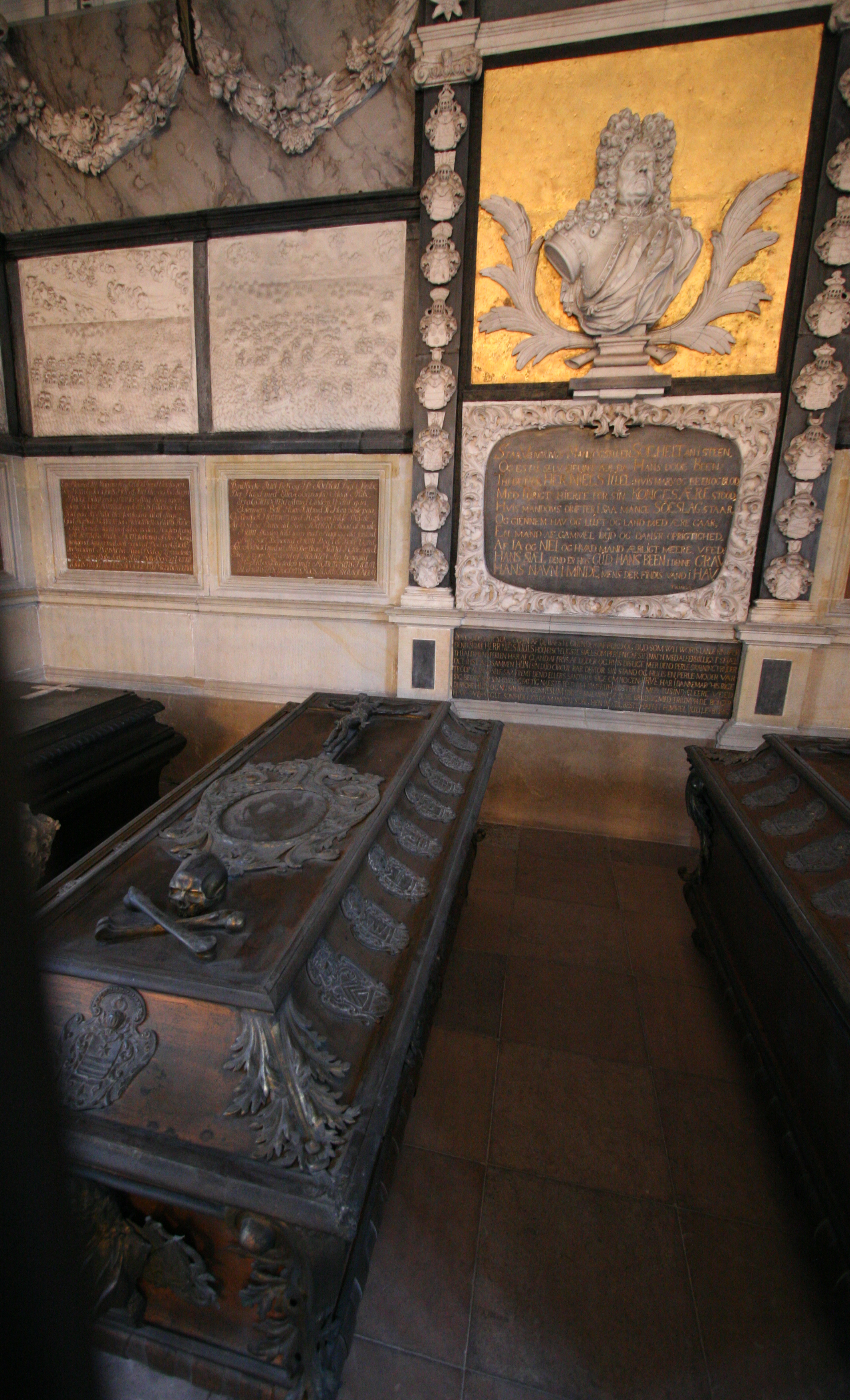
Sepulcro de Niels Juel en la iglesia de Holmen (Copenhague).

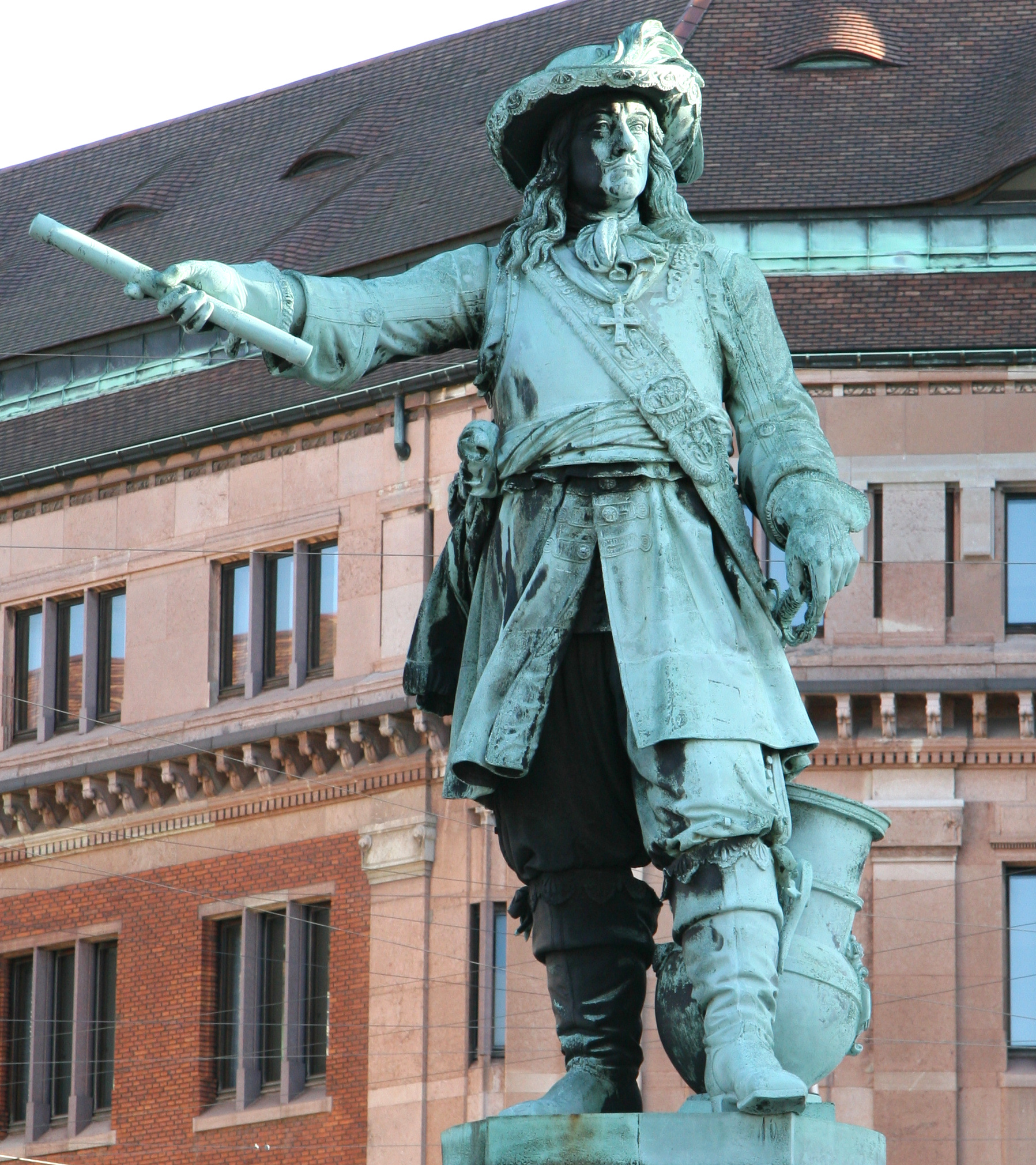
Estatua de Niels Juel en Copenhague

Niels Juel, que ya gozaba de fama y riqueza, decidió construirse un palacio, entonces conocido como la Mansión Danneskjolds (1683-1686). Fue el segundo edificio que se completó en la nueva plaza de Kongens Nytorv, que había sido concebida por Cristián V de Dinamarca en los años posteriores a su coronación en 1670, inspirado en la plaza de los Vosgos de París. Su nueva mansión fue diseñada por Lambert van Haven como un edificio en forma de L en estilo barroco holandés.
Niels Juel falleció el 8 de abril de 1697, fue enterrado en la iglesia de Holmen de Copenhague.